# Kim Rae-won
Pour les articles homonymes, voir Rae.
Kim Rae-won (김래원) est un acteur sud-coréen né le 19 mars 1981 en Corée du Sud. Il voulait devenir joueur de basket professionnel mais s'est blessé et a du mettre fin à son rêve d'enfance. Il se tourne alors vers le théâtre et le cinéma à l'université de Chung-Ang. Il fait ses débuts d'acteur dans le drama pour adolescent "Me" en 1997. Il se fait un nom en 2003 dans le drama " Rooftop Room Cat".

## Filmographie

### Films
- 1998 : Scent of a Man (Namjaui hyanggi), de Jang Hyeon-su
- 2000 : Harpy (Harpy), de Ra Ho-beom
- 2000 : Plum Blossom (Cheongchun), de Gwak Ji-gyun
- 2002 : 2424 (2424), de Lee Yeon-wu
- 2003 : ...ing (...ing), de Lee Eon-hee
- 2004 : My Little Bride (Eorin shinbu), de Kim Ho-jun
- 2005 : Mr. Socrates, de Choi Jin-won
- 2006 : Sunflower (en)  (Haebaragi), de Kang Seok Beom
- 2007 : Miracle
- 2008 : HanaKage/Flower Shadow
- 2009 : Insadong Scandal
- 2019 : Long Live the King
- 2019 : Crazy Romance

- 2022 : Decibel (데시벨) de Hwang In-ho

### Séries
- 2003 : Snowman, de Lee Chang-sun
- 2003 : A Cat in a Rooftop Room, de Kim Sa-hyeon
- 2004 : Tell Me that You Love Me, de Oh Jong-rok
- 2004 : Love Story in Harvard (Rubeusutori in Habeodeu), de Lee Jang-su et Lee Jin-seok
- 2006 : Which Star Are You From de Jung Yoo Kyung
- 2008 : Gourmet de Choi Wan Kyu
- 2011 : A Thousand Days' Promise de Kim Soo Hyun
- 2014 : Punch de Park Kyung Soo
- 2016 : Doctors de Ha Myung Hee
- 2017 : Black Knight de Kim In Young
- 2021 : LUCA de Chun Sung Il

## Récompenses
- Prix du meilleur espoir masculin lors des Blue Dragon Film Awards 2000 pour Plum Blossom.
- Prix du meilleur espoir masculin lors des Grand Bell Awards 2004 pour My Little Bride.
- Prix de l'acteur de l'année lors des SBS Drama awards en 2015 pour Punch
- Prix d'excellence acteur série lors des SBS Drama Awards en 2016 pour Doctors